# جوني هيندرين
جوني هيندرين (بالإنجليزية: John Hendren)‏ هو لاعب كرة قدم أمريكية أمريكي، ولد في 25 أبريل 1897 في فيلادلفيا في الولايات المتحدة، وتوفي في 3 يونيو 1964 في Drexel Hill, Pennsylvania ‏ في الولايات المتحدة.

## وصلات خارجية
- جوني هيندرين على موقع مرجع كرة القدم المحترفة.كوم (الإنجليزية)